# Шампе сир Мозел
Шампе сир Мозел (фр. Champey-sur-Moselle) насеље је и општина у североисточној Француској у региону Лорена, у департману Мерт и Мозел која припада префектури Нанси.
По подацима из 2011. године у општини је живело 354 становника, а густина насељености је износила 146,28 становника/km². Општина се простире на површини од 2,42 km². Налази се на средњој надморској висини од 184 метара (максималној 394 m, а минималној 173 m).

## Демографија
| 1962. | 1968. | 1975. | 1982. | 1990. | 1999. | 2011. |
| ----- | ----- | ----- | ----- | ----- | ----- | ----- |
| 173   | 210   | 200   | 268   | 324   | 324   | 354   |

График промене броја становника у току последњих година